# China Quality Certification Center
Das China Quality Certification Centre (CQC, chinesisch 中国质量认证中心, Pinyin Zhōng Guó Zhèliáng Rènzhèng Zhōngxīn) ist eine chinesische Behörde mit Sitz in Beijing, die verantwortlich ist für die Durchführung von Produktzertifizierungen. Sie kontrolliert die Einhaltung von Produktstandards und die Qualität von Waren, die auf dem chinesischen Markt verkauft bzw. in China vertrieben werden.

## Übergeordnete Behörden
Das CQC untersteht der CCIC (China Certification & Inspection Group, chinesisch 中国检验认证集团, Pinyin Zhōngguó Jiǎnyàn Rènzhèng Jítuán). Die Behörde ist zugelassen durch das Hauptamt für Qualitätskontrolle, Untersuchung und Quarantäne und die CNCA (Certification and Accreditation Administration of the People's Republic of China, chinesisch 中国国家认证认可监督管理委员会, Pinyin Zhōngguó Guójiā Rènzhèng Rènkě Jiāndū Guǎnlǐ Wěiyuánhuì Zhōngguó Jiǎnyàn Rènzhèng Jítuán Bùláiméi Yǒuxiàn Gōngsī).

## Historie
Die Behörde ging aus der 1985 gegründeten CCEE (China Commission for Conformity Certification of Electrical Equipment) hervor. Im April 2002 wurden durch die Zusammenlegung von verschiedenen Organisationen und behördlichen Dienststellen (darunter das China National Import & Export Commodities Inspection Corporation Quality Certification Centre, das Electrical Equipment Subcommittee, Home Appliance Subcommittee und das CCIB Beijing Review Office) die CQC gegründet. Im September 2007 durchlief die Behörde ein Restrukturierungsprogramm und wurde der 2007 neu gegründeten CCIC unterstellt. Derzeit ist das CQC die größte Zertifizierungsbehörde in China.

## Tätigkeitsschwerpunkte
Tätigkeitsschwerpunkt ist die Durchführung von Produktzertifizierungen. Zum Produktportfolio der CQC gehören u. a. die verpflichtende CCC Zertifizierungen, freiwillige CQC-Zertifizierungen, die Zertifizierung von Management- und Qualitätssystemen und die Organisation und Ausrichtung von Schulungen und Seminaren im Zertifizierungsbereich.
Das CQC ist darüber hinaus offiziell von der japanischen Regierung autorisiert, verpflichtende Produktzertifizierungen (PSE (Norm)) für japanische Produkte durchzuführen. Bereits 27 Zertifizierungsstellen in 19 Ländern und Regionen sind vom CQC geschaffen worden.
Das CQC führt neben CCC-Zertifizierungen von elektrischen Produkten zusätzlich jährlich hunderte Zertifizierungen von Automobilteilen durch, ähnlich wie das China Certification Centre for Automotive Products (CCAP).

## Mitgliedschaften
Das CQC ist eine nationale Zertifizierungsbehörde (engl.: National Certification Body, NCB) und offizielles Mitglied in den folgenden Organisationen:
- IQNet
- Internationale Vereinigung der ökologischen Landbaubewegungen
- ANF
- CITA

## Organisation des CQC
Das CQC ist direkt der CCIC (China Certification & Inspection Group) unterstellt. Die Behörde ist in drei Hauptabteilungen untergliedert: Management-Abteilung, führende Gremien und dem technischen Komitee. Darunter sind 17 Fachabteilungen mit jeweils mehreren Unterstellen organisiert.